# Anoplophilus acuticercus
Anoplophilus acuticercus är en insektsart som beskrevs av Heinrich Hugo Karny 1931. Anoplophilus acuticercus ingår i släktet Anoplophilus och familjen grottvårtbitare. Inga underarter finns listade i Catalogue of Life.